# Macrothemis taurepan
Macrothemis taurepan – gatunek ważki z rodziny ważkowatych (Libellulidae).